# Waldo Quiroz
 Waldo Erger Quiroz Jara (Santiago, 10 de septiembre de 1949) es un exfutbolista chileno que jugaba de mediocampista en diversos clubes de Chile. Actualmente está radicado en Rancagua. Además, tras su retiro, dirigió a los celestes de forma interina en 1988 y fue presidente del CD O'Higgins entre 2004 y 2005.

## Selección nacional
Vistió la camiseta de la Selección de fútbol de Chile en 5 partidos, 2 de los cuales fueron durante la Copa América 1979, en donde logró el subcampeonato.

### Participaciones en Copa América
| Copa              | Sede              | Resultado  | Partidos | Goles |
| ----------------- | ----------------- | ---------- | -------- | ----- |
| Copa América 1979 | Sin sede definida | Subcampeón | 2        | 0     |

## Clubes
| Club                | País  | Año       |
| ------------------- | ----- | --------- |
| CD Santiago Morning | Chile | 1968-1976 |
| Unión Española      | Chile | 1976-1977 |
| CD O'Higgins        | Chile | 1978-1985 |

## Palmarés

### Torneos nacionales
| Título           | Club           | País  | Año  |
| ---------------- | -------------- | ----- | ---- |
| Primera División | Unión Española | Chile | 1977 |